# كارثيك كومار
كارثيك كومار هو ممثل هندي، ولد في 21 نوفمبر 1977 في الهند.

## وصلات خارجية
- كارثيك كومار على موقع IMDb (الإنجليزية)
- كارثيك كومار على موقع قاعدة بيانات الفيلم (الإنجليزية)